# Norman Whiteside
Norman Whiteside (Belfast, 7 de maio de 1965) é um ex-futebolista norte-irlandês notabilizado pelo recorde de mais jovem a ter jogado uma Copa do Mundo FIFA, superando na de 1982 marca que pertencia a Pelé, desde a de 1958.
Whiteside possuía 17 anos e 41 dias de idade na ocasião do recorde, ocorrido em 17 de junho de 1982 contra a Iugoslávia, superando os 17 anos e oito meses que Pelé possuía contra a União Soviética em 15 de junho de 1958. Até 2024, Whiteside também foi o mais jovem a marcar gol no estádio de Wembley. Seu recorde na Copa do Mundo segue vigente à altura de 2025.
Protagonista da geração mais talentosa da modesta Seleção Norte-Irlandesa, integrou a nível clubístico um período instável do Manchester United, com glórias modestas valorizadas diante de jejum de décadas no campeonato inglês. Com efeito, era visto com sucessor de George Best em ambas as equipes, mesmo com estilo diferente deste - Whiteside possuía grande força física, chute potente de pé esquerdo e boa visão de jogo, mas preferia jogar como meia defensivo. Como jogador do United, Whiteside teve ainda outros recordes etários: chegou a ser o mais jovem promovido à equipe adulta do clube; e tornou-se o primeiro adolescente a marcar em uma final de Copa da Inglaterra, marca só igualada por duas vezes (uma delas, por Cristiano Ronaldo) nos quarenta anos seguintes ao feito.
Ainda considerado hábil e talentoso na ocasião da Copa do Mundo FIFA de 1986, quando era visto como o melhor jogador da Irlanda do Norte, Whiteside teve declínio também precoce. Prejudicado pelo alcoolismo, tal como Best (ambos foram associados também por terem sido descobertos pelo mesmo olheiro), bem como por problemas crônicos no joelho, parou de jogar antes dos 30 anos de idade, após treze cirurgias.

## Carreira clubística
Whiteside foi descoberto em Belfast por Bob Bishop, o mesmo olheiro local do Manchester United que já havia prospectado George Best ao clube. Foi promovido ao time adulto no primeiro semestre de 1982, estreando em 24 de abril daquele ano, contra o Brighton & Hove Albion.
Sua estreia marcou um recorde também clubístico: Whiteside quebrou marca da Duncan Edwards ao tornar-se o mais jovem futebolista utilizado pela equipe principal do United. Tinha somente esta e outra partida por ela quando terminou convocado à Copa do Mundo daquele ano. Ainda na base, fora um dos primeiros jogadores trabalhados por um treinador que faria história nos juvenis do clube, Eric Harrison, mais tarde notabilizado sobretudo como mentor da chamada "classe de 1992".
Ao voltar do Mundial, seguindo sendo talhado para comandar um ressurgimento do clube. Na temporada seguinte ao mundial, ele e o United foram finalistas das duas copas nacionais. Whiteside inclusive abriu o placar na final da Copa da Liga Inglesa de 1982-83, no clássico com o Liverpool, mas o arquirrival terminou vencendo de virada, em março. O gol de Whiteside, ainda assim, rendeu-lhe outro recorde de precocidade; até 2024, ele foi o mais jovem a marcar em Wembley, quando foi então superado por Endrick.
O clube pôde adiante vencer a Copa da Inglaterra de 1982-83, com Whiteside também marcando na decisão, em 4-0 sobre o Brighton. Tal lance rendeu outra marca etário a Whiteside, a de primeiro adolescente a marcar em uma decisão do torneio. À altura de 2024, ele foi igualado apenas por Cristiano Ronaldo (2003-04) e por Alejandro Garnacho (2023-24), curiosamente ambos também do United.
Após aquele título, os Red Devils fizeram boa campanha na Recopa Europeia de 1983–84. Nela, chegou a eliminar o Barcelona de Diego Maradona. Whiteside, indididualmente, destacou-se com gol em Turim sobre a Juventus nas semifinais, mas Paolo Rossi conseguiu marcar no fim o gol da classificação italiana, evitando pênaltis. O adversário, adiante, terminaria campeão.
Em meio ao jejum do United no campeonato inglês, a perdurar entre 1967 e 1993, o clube pôde vencer de tempos em tempos a Copa da Inglaterra, com novo título na de 1984-85. Foi de Whiteside o único gol da decisão, a dez minutos do fim da prorrogação, contra um forte Everton: naquela mesma temporada, o adversário havia sido campeão inglês e da Recopa Europeia.
Em novembro de 1986, o United contratou Alex Ferguson como treinador. Ele e Whiteside gradualmente iniciaram rumorosos desentendimentos a acarretarem na saída do norte-irlandês, cuja boemia já era conhecida publicamente em 1986. Em um primeiro momento, Whiteside sobressaiu-se, em 10 de janeiro de 1987, justamente como autor do único gol do primeiro dérbi de Manchester em que Ferguson comandou o United. Mas, após duas temporadas marcadas por sucessivas estadias no departamento médico, Whiteside acabou vendido ao Everton.
Apesar dos atritos, Ferguson cuidou (de acordo com a autobiografia de Whiteside) para que o ex-comandado recebesse por dois anos de contrato com o novo clube mais do que o atleta havia auferido por oito anos em Manchester, ao passo que o jogador recusou oferta de 50 mil libras dada por um tabloide para que fornecesse informações críticas acerca do treinador. A própria transferência, no contexto da época, representava teoricamente um salto ao jogador, com o Everton mostrando-se uma equipe continuamente mais vencedora nas décadas de 1970 e de 1980 do que seu ex-clube: os Toffees começariam a década de 1990 como segundo maiores vencedores do campeonato inglês, abaixo apenas do Liverpool.
Em 2011, Ferguson elencou Whiteside ao lado de Bryan Robson, Eric Cantona e Roy Keane como os "melhores jogadores" com quem pôde ter "a sorte" de trabalhar. O jogador, contudo, não pôde se consolidar no Everton. Continuou um desfalque contínuo por lesões, parando de jogar aos 26 anos de idade, em 1991. Acabou interessando-se tanto pelos tratamentos que se sujeitou que tornou-se médico ortopedista.

## Seleção

### O recorde na Copa do Mundo de 1982
Whiteside não esperava pela histórica convocação à Copa do Mundo FIFA de 1982, havendo inclusive economizado dinheiro para ir à Espanha assistir presencialmente o Mundial como torcedor. O treinador da Irlanda do Norte, Billy Bingham, enxergava nele potencial de ser "o novo George Best", avisando Whiteside na véspera da convocação de que seria incluído na lista. Ele tinha feito até então somente duas partidas pela equipe principal do Manchester United.
Chamado de última hora para completar os 22 nomes, o garoto ironicamente ocupou uma vaga que poderia ter sido do próprio Best: o antigo astro da década de 1960 havia parado de defender ainda em 1977 a Seleção Norte-Irlandesa após diversas eliminatórias sem sucesso. Mas, ainda em atividade no futebol dos Estados Unidos, Best tinha defensores de sua convocação. Bingham havia procurado ir assisti-lo presencialmente, e inclusive viria a incluir na convocação atletas que também estavam atuando nos EUA. Mas desapontou-se com a exibição pouco promissora de Best e teve sua decisão de não chama-lo aceita pelo próprio.
Por fatores políticos, o recorde quase foi impedido: a eclosão da Guerra das Malvinas a semanas do torneio fez o governo do Margaret Thatcher cogitar seriamente a hipótese de impedir a participação das três seleções do Reino Unido classificadas (Inglaterra e Escócia foram as outras), boicote que não se efetivou.
O prognóstico da Irlanda do Norte não era bem cotado, presumindo-se que seria eliminada no grupo da anfitriã Espanha e que a outra vaga ficasse com a também tradicional Iugoslávia. Os jogadores norte-irlandeses, inclusive, teriam liberdade para beber cerveja e se divertir nas discotecas espanholas.
A primeira partida, em 17 de junho, marcou o recorde de Whiteside, causando surpresa extra: não se imaginava que Bingham ousaria, em plena rodada inaugural, escalar já de titular o jogador mais jovem do elenco. O jogo também foi a própria estreia de Whiteside pela seleção. Trinta anos depois, em depoimento à revista FourFourTwo, declarou ter ganho confiança uma vez convocado:
| “ | Eu sabia que estava indo bem nos treinamentos. A gente estava se preparando na Universidade de Sussex em Brighton e acho que nunca estive tão em forma. Estava no meu auge físico aos 17 anos e não fiquei surpreso de ser escolhido para a estreia. Billy Bingham sempre conta a história de que aquele gol que marquei na universidade o convenceu a me escalar. Recebi a camisa número 16, talvez para enganar os repórters. Billy sempre diz que ele sabia a escalação contra a Iugoslávia poucos dias depois de Brighton, mas mantinha a ilusão de que eu era mais possível do que provável. Ele previu a agitação que seria a minha escalação e pediu às equipes de televisão para não se aproximarem de mim e parassem de me chamar de 'novo George Best'. O nível de profissionalismo que ele demonstrou foi inacreditável. Ele providenciou tudo que foi necessário para os treinos e tinha um plano B caso algo não desse certo. Ele prestava atenção nos detalhes, mas seu talento estava na sua força motivacional. Seus métodos funcionaram comigo e foi muito bom saber que ele acreditava em mim. | ” |

A partida inicial rendeu a Whiteside recorde de mais jovem futebolista a efetivamente jogar uma Copa do Mundo FIFA, mas não o de mais jovem convocado: Edu, do Brasil, possuía ainda 16 anos e onze meses na Copa do Mundo FIFA de 1966, mas, diferentemente do norte-irlandês, não entrara em campo. Outros futebolistas com menos de 18 anos chegariam a também serem chamados ao torneio futuramente, casos de Rigobert Song (1994), Samuel Eto'o (1998) e Femi Opabunmi (2002), mas sem que ninguém houvesse à altura de 2025 superado a marca de Whiteside.
Os norte-irlandeses resistiram bem a um domínio maior dos iugoslavos na estreia, em partida pouco elogiada tecnicamente, sendo recordada somente pelo caráter histórico que teve. Quando a seleção de Whiteside não saiu do empate contra Honduras, tornou-se necessária uma vitória tida como improvável sobre a Espanha. Contudo, o resultado aconteceu, fazendo da Irlanda do Norte a maior surpresa positiva da fase de grupos. Na entrevista dada trinta anos depois à FourFourTwo, Whiteside recordou que o autor do gol, Gerry Armstrong, "pensou que o gol tivesse sido anulado por causa do silêncio que o estádio fez. Daí ele me ouviu gritar 'Gerry, Gerry, foi gol!' enquanto eu pulava em suas costas. O jogo foi um dos mais duros, mentalmente e fisicamente, da minha carreira. Os 43 minutos que faltavam para o final pareceram mais uma batalha do que um jogo de futebol".
Os espanhóis precisaram se resignar com uma segunda fase de grupos complicada com Alemanha Ocidental e Inglaterra, ao passo que a Irlanda do Norte enfrentaria uma criticada Áustria e uma oscilante França. O empate em 2-2 com a Áustria, obtido no lance final, permitiu que os norte-irlandeses tivessem chance de classificação às semifinais caso derrotassem os franceses. Seria em assistência de Whiteside o gol britânico sobre os Bleus, mas quando estes já venciam por 3-0, na primeira exibição convincente que tiveram no torneio: o garoto gingou sobre Manuel Amoros e teve seu cruzamento aproveitado pelo mesmo Gerry Armstrong.
Apesar da goleada final de 4-1, a delegação foi recebida com festa no retorno à casa, em uma nação acostumada às sérias desavenças entre católicos e protestantes. O sucesso da seleção conseguiu uni-los temporariamente na época, apenas um ano após a edição de 1981 do British Home Championship ter sido suspensa (a única suspensão fora da Primeira e Segunda Guerras Mundiais) em razão de acirramento do conflito nacional acarretado pela morte de Bobby Sands, em maio (mês em que as seleções da Inglaterra e do País de Gales deveriam enfrentar a Irlanda do Norte em Belfast e recusaram-se por temerem pela segurança). O próprio artilheiro Armstrong, além de lideranças como Pat Jennings e Martin O'Neill, eram representantes da minoria norte-irlandesa católica, representada em cerca de metade de um elenco visto como unido mesmo nos momentos mais complicados daquelas hostilidades.
A viagem de regresso foi assim recordada por Whiteside no depoimento à FourFourTwo: "minhas lembranças são de caminhar através de três salas de desembarque de aeroportos - Heathrow, Manchester e Belfast - no espaço de 24 horas, assediado por luzes de flash e repórteres atirando microfones na minha cara. Eu atravessei uma tempestade de mídia".

### O título britânico em 1984
Em 1983, aquela geração norte-irlandesa que surpreendera no Mundial de 1982 esteve próxima de classificar a nação pela primeira vez à Eurocopa, torneio do qual a Irlanda do Norte só viria a estrear na edição de 2016. Nas eliminatórias para a de 1984, a equipe de Whiteside terminou com os mesmos onze pontos da Alemanha Ocidental. No entanto, somente uma seleção avançava, e os germânicos prevaleceram pelo melhor saldo de gols.
A campanha nas eliminatórias chegou a render, inclusive, a primeira vitória norte-irlandesa sobre os próprios alemães, dos quais esperava-se uma classificação muito mais cômoda. Os germânicos foram derrotados nos dois duelos, mas foram melhores contra os demais adversários do grupo.
Em 1984, Whiteside participou do título da Irlanda do Norte em novo British Home Championship, na última edição em que o torneio, que ali chegou ao centenário, foi realizado. Na campanha, marcou na vitória de 2-0 em Belfast sobre a Escócia, resultado que adiante pesou para a conquista alviverde, definida nos critérios de desempate contra esoceses e ingleses.
Foi apenas a terceira vez em que a seleção conseguia isoladamente o título. Logo depois, começaram as eliminatórias à Copa do Mundo FIFA de 1986, com Whiteside destacando-se com gol em complicado triunfo de 3-2 sobre a concorrente Romênia e por ambos os gols em 2-0 sobre a Turquia.

### Copa do Mundo de 1986
Veloz e capaz de bons lançamentos, forte e agressivo, capaz de decidir partidas em um único lance (de acordo com análises da revista Placar), Whiteside era para a Copa do Mundo FIFA de 1986 a grande esperança da Irlanda do Norte para uma nova boa campanha - também por ter mais experiência em relação a 1982, embora ainda possuísse 21 anos.
Desacostumado com o clima quente do México, ele não conseguia manter fôlego após meia hora de jogo. A Irlanda do Norte estreou contra a Argélia, em 3 de junho, empatando em 1-1. Whiteside foi a principal figura: além de marcar em forte cobrança de falta o gol britânico, logo aos cinco minutos, foi aplaudido por saber escapar de entradas duras dos adversários; por ao menos dois lançamentos que terminaram desperdiçados por colegas em grande posição para converter; e por chegar a driblar três argelinos em sequência. Em 7 de junho, porém, sua seleção perdeu de 2-1 para a Espanha, embora quase chegasse ao empate.
Na rodada final, a Irlanda do Norte, ainda com chances de classificação, enfrentou um Brasil já classificado de antemão, mas empenhado em avançar como líder do grupo. Whiteside causava receio não somente na mídia brasileira, mas até nos jogadores da defesa de Telê Santana que o haviam assistido. Observado atentamente, Whiteside terminou substituído aos 20 minutos do segundo tempo da melhor partida que o Brasil realizara na fase de grupos: em 12 de junho, os canarinhos dominaram o meio-campo e não deram chances aos contra-ataques norte-irlandeses, vencendo por 3-0. Curiosamente, aquele jogo teve momentâneo caráter histórico, pois fez a Irlanda do Norte ter por alguns anos (até Roger Milla na Copa do Mundo FIFA de 1994) também o jogador mais velho das Copas do Mundo - o goleiro Pat Jennings, que naquele exato dia completou 41 anos de idade, terminando a tarde aplaudido pelos colegas apesar da eliminação.
Whiteside jogou também por um combinado da liga inglesa em duelo contra o Resto do Mundo em 1987, em partida festiva pelo centenário do campeonato inglês. Marcou um dos gols da vitória britânica por 3-0.
Fez em 1989 sua última partida pela Irlanda do Norte, eliminada naquele ano justamente pela Irlanda nas eliminatórias à Copa do Mundo FIFA de 1990.

## Títulos

### Manchester United
- Copa da Inglaterra: 1982-83, 1984-85
- Supercopa da Inglaterra: 1983

### Irlanda do Norte
- British Home Championship: 1984